# Peter K. S. Heilmann
Peter Karl Salomon Heilmann (* 20. September 1916 in Maniitsoq; † 30. April 2005 in Nuuk) war ein grönländischer Lehrer und Landesrat.

## Leben
Peter K. S. Heilmann war der Sohn des Jägers Peter Frederik Kristoffer Heilmann (1891–1936) und Bodil Marta Dina Møller (1895–1982). Er wurde während des Zweiten Weltkriegs im dänischen Jonstrup zum Lehrer ausgebildet, kämpfte nebenher gegen die deutsche Besatzung und lehrte dann an Grønlands Seminarium. 1959 wurde er erstmals in den Landesrat gewählt und 1963 und 1967 wiedergewählt. Er war zudem Mitglied im Grønlandsudvalg von 1960. 1968 erhielt er die Kongelige Belønningsmedalje mit Krone, später das Ritterkreuz des Dannebrogordens und am 21. Juni 1989 den Nersornaat in Silber.